# Gedser Rev (bateau-phare)
Le Gedser Rev  est un ancien bateau-phare situé maintenant dans le port d'Elseneur, dans le sud du Danemark. C'est un navire musée appartenant au Musée national du Danemark. Datant de 1895, le Gedser Rev, également connu sous le nom de Fyrskib XVII Gedser Rev, avait stationné auparavant dans le canal de Nyhavn à Copenhague. Il tire son nom de la Gedser Rev Station au sud de l'île Falster où il a été stationné la plupart de sa vie active.

## Historique
Le premier bateau-phare du Danemark a été construit au chantier naval de Jacob Holm à Christianshavn en 1829. Le Gedser Rev a été construit au chantier naval de N.F. Hansen à Odense en 1895. Il était le dix-septième dans la lignée danoise. Il a d'abord été stationné à Lappegrund Station dans les eaux peu profondes à l'entrée du détroit d'Øresund. Il était propulsé par deux moteurs à vapeur qui ont été remplacés par un moteur au kérosène de 16 cv en 1918.
En 1921, un nouveau moteur à trois cylindres de 135 cv a été installé et le navire a été déplacé vers une position à Gedser Rev, au sud de Falster, le point le plus au sud du Danemark.
En 1940, lorsque le Danemark a été occupé par l'Allemagne pendant la Seconde Guerre mondiale, les forces d'occupation allemandes ont confisqué le navire et l'ont placé près de Kalundborg, mais il est revenu à son ancienne position en 1945 après la fin de la guerre. 
Le navire a été impliqué dans un certain nombre de collisions au cours de ses années d'exploitation. Le plus grave d'entre eux s'est produit en 1954 lorsqu'il a coulé en quelques minutes. Le marin de service a été jeté par-dessus bord et s'est noyé pendant que le reste de l'équipage était sauvé.
Pendant la guerre froide et après la construction du mur de Berlin en 1961, de nombreux Allemands de l'Est ont choisi de s'échapper par l'eau, se dirigeant vers le nord vers le Danemark. Bien que la plupart aient échoué et que beaucoup soient morts dans la tentative, au moins 50 ont été sauvés par le Gedser Rev. En tant que limite méridionale du territoire danois et en tant que cible manifestement reconnaissable, beaucoup visaient le bateau-phare . 

### Préservation
Le Fyrskib XVII Gedser Rev a été mis hors service en 1972 et mis en vente à l'entrepôt de bateau-phare à Holmen (Copenhague). Un don de la Fondation A.P. Møller a permis au Musée national du Danemark de l'acheter. La Fondation A.P Møller. a également parrainé la restauration du navire qui a été effectuée au chantier naval de Hvide Sande de janvier 2001 à novembre 2003. 
Le bateau-phare fut stationné, durant plusieurs années, au canal de Nyhavn à Copenhague, où il était ouvert au public les samedis de 11 heures à 15 heures de juin à août. Il était entretenu par un groupe de bénévoles.
Le 9 mai 2018, il a été remorqué de Nyhavn au quai 2 du port d'Helsingør, pour y être exposé pendant cinq ans.

## Galerie

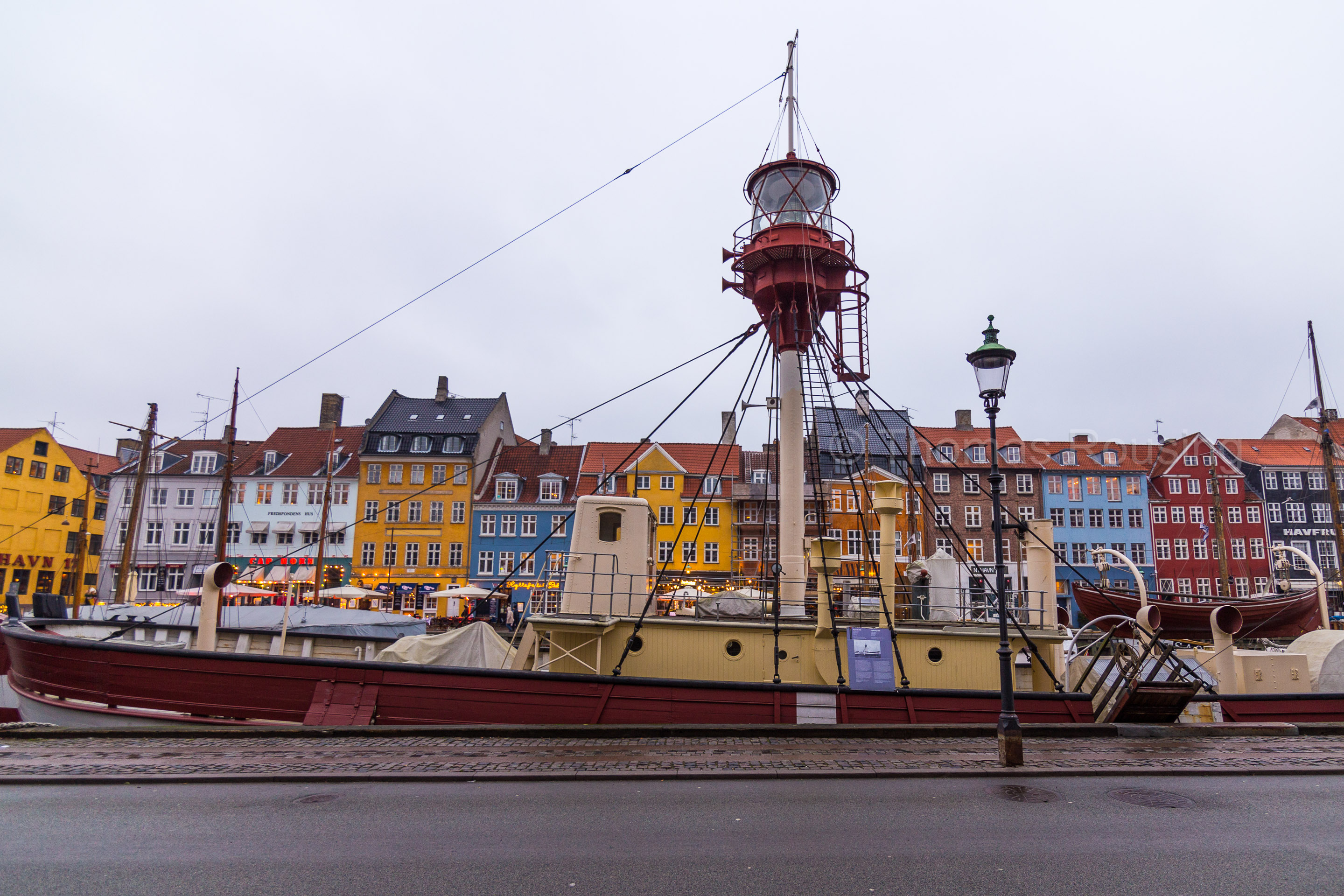
Gedser Rev à Nyhavn
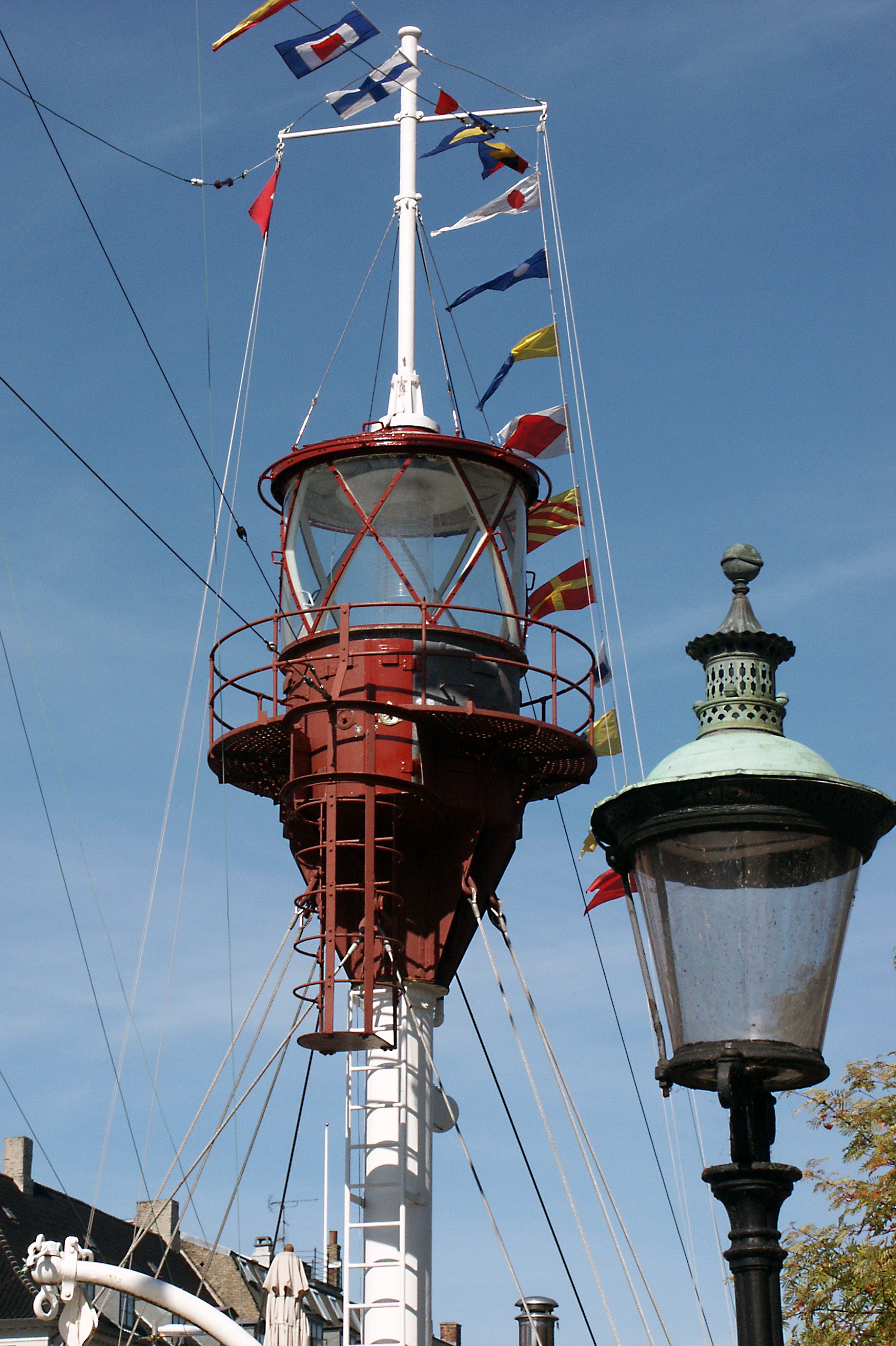
La lanterne
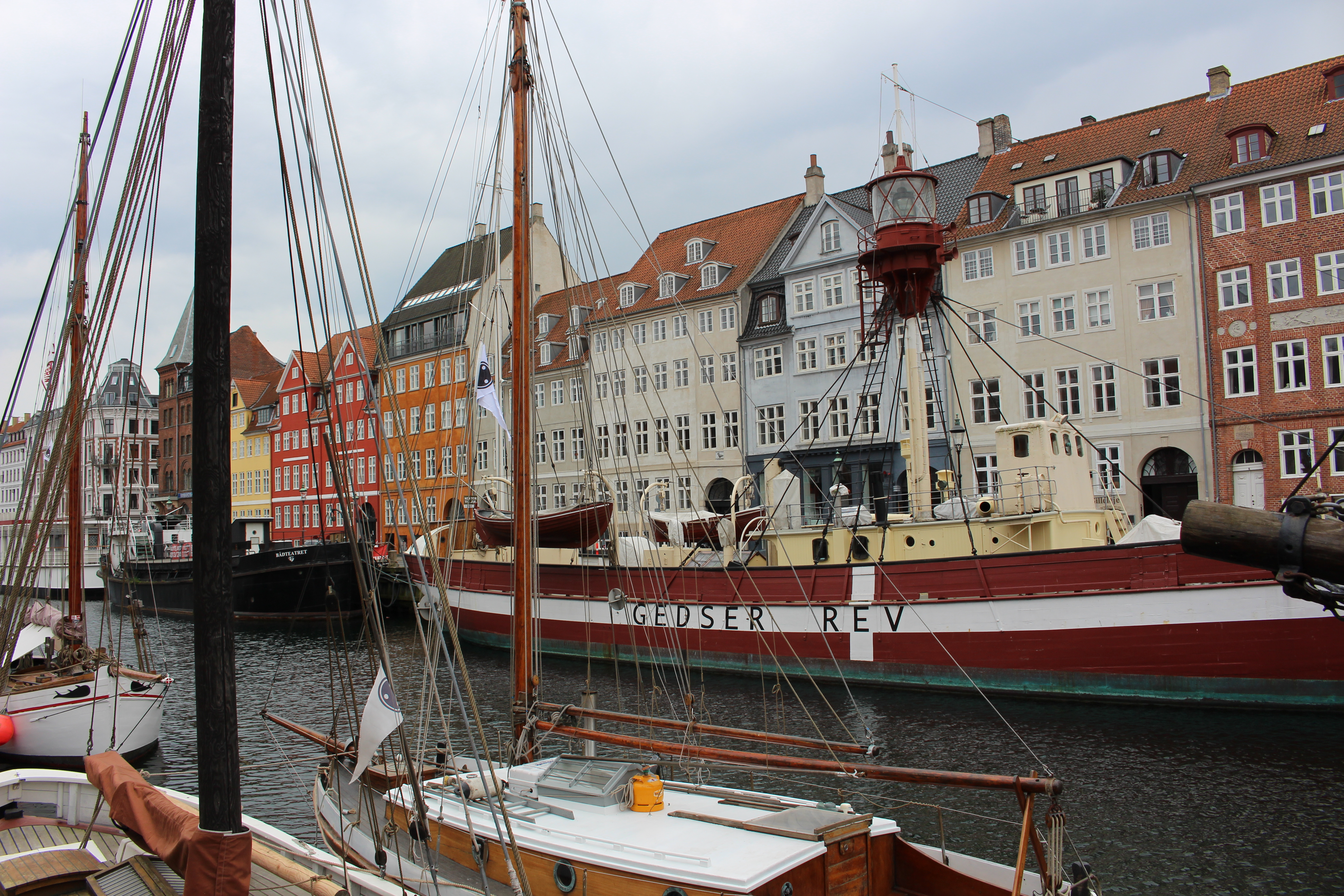
Navire musée